# Palácio do Manteigueiro
Der Palácio do Manteigueiro ist ein ehemaliger Adelspalast in der Stadtgemeinde Misericórdia der portugiesischen Hauptstadt Lissabon.
Die Adresse lautet Rua da Emenda, 87-91; Rua da Horta Sêca, 13-19
Er wurde 1787 nach Plänen des Architekten Manuel Caetano de Sousa errichtet. Auftraggeber war der Kaufmann Domingos Mendes Dias (1755?–1804), der es als Großhändler für Butter zu einem der reichsten Männer der Stadt gebracht hatte.
Nach dessen Tod – er wurde von Räubern niedergestochen – diente das Gebäude verschiedenen Politikern und Intellektuellen als Residenz, darunter Andoche Junot. Heute (2015) ist darin das portugiesische Ministerium für Energie (Ministério da Energia) untergebracht.